# Associació Mundial de Futsal
L'Associació Mundial de Futsal (AMF) és un dels dos organismes que dirigeix la pràctica del Futsal a nivell mundial. Es va fundar l'any 2002 com a organisme continuador de la tasca iniciada per la Federació Internacional de Futbol Sala (FIFUSA).
Engloba diverses confederacions continentals: la Unió Europea de Futbol Sala (UEFS), la Confederació Sudamericana de Futsal (CSFS) i la Confederació Panamericana de Futbol Sala (CPFS).
Actualment l'Associació Mundial de Futsal (AMF) i la FIFA estan enfrontades pel control del futbol sala mundial, ja que la FIFA considera que el futbol sala ha de dependre de la federació de futbol i l'AMF considera que és un esport totalment diferent i ha d'estar regit per una federació pròpia.
L'antiga Federació Internacional de Futbol Sala (FIFUSA), creada el 1971, va desenvolupar per diversos països del món la pràctica del futbol sala, que ja es jugava des de mitjans del segle xx, i va començar a organitzar campionats mundials l'any 1982. En vista de l'èxit d'aquest esdeveniment, la FIFA va provocar que bona part dels dirigents i dels clubs que formaven part de FIFUSA passessin a formar part d'un comitè esportiu integrat a la seva organització. I va ser aleshores quan els clubs que volien mantenir la independència i especificitat pròpia del futsal respecte al futbol van crear l'Associació Mundial de Futsal (AMF).
L'AMF organitza un Campionat del món masculí com a continuació del que va organitzar FIFUSA fins a l'any 2000, i des de l'any 2008 organitza el Campionat del món femení.
Durant el mandat 2007/2011 n'és president el paraguaià Rolando Alarcón Ríos, que repeteix mandat des del 2002.

## Membres de l'AMF
| Membres de l'Associació Mundial de Futsal (AMF) |                                              |                                                |
| País                                            | Organisme                                    | Lloc web                                       |
| Alemanya                                        | Futsal and Beach Soccer Germany              |                                                |
| Antilles Neerlandeses                           | FEFUTSAL Antillas Holandesas                 |                                                |
| Algèria                                         | Association Algérienne de Futsal             |                                                |
| Argentina                                       | Confederación Argentina de Futsal            | Lloc web                                       |
| Aruba                                           | Federashon Futbol di Sala (FEFUSA)           |                                                |
| Austràlia                                       | Futsal Australia                             |                                                |
| Bèlgica                                         | Association Belge Football en Salle          | Lloc web                                       |
| Bolívia                                         | Federación Boliviana de Fútbol de Salón      |                                                |
| Brasil                                          | Confederação Nacional de Futebol de Salão    | Lloc web                                       |
| Canadà                                          | Futsal Canadá                                | Lloc web                                       |
| Catalunya                                       | Federació Catalana de Futbol Sala (FCFS)     | Lloc web                                       |
| Colòmbia                                        | Federación Colombiana de Fútbol de Salón     | Lloc web                                       |
| Costa Rica                                      | Federación Costaricense de Fútbol de Salón   |                                                |
| Dinamarca                                       | IFS - Indoor Football Scandinavia            |                                                |
| Equador                                         | Federación Ecuatoriana de Fútbol de Salón    |                                                |
| Espanya                                         | Confederación Nacional de Futbol Sala        |                                                |
| EUA                                             | US.Court Soccer Federation                   | Lloc web Arxivat 2013-07-20 a Wayback Machine. |
| França                                          | AFF                                          | Lloc web                                       |
| Indonèsia                                       | Persatuan Olahraga Futsal Indonesia          |                                                |
| Itàlia                                          | Federazione Italiana Futsala                 | Lloc web                                       |
| Mèxic                                           | Federación Mexicana de Futsal                |                                                |
| Noruega                                         | IFS - Indoor Football Scandinavia            | Lloc web                                       |
| Paraguai                                        | Federación Paraguaya de Fútbol de Salón      |                                                |
| Perú                                            | Asociación Peruana de Futsal                 | Lloc web                                       |
| Puerto Rico                                     | Asociación Puertorriqueña de Fútbol de Salón |                                                |
| R.D. Congo                                      | Association Congolaise de Futsal             |                                                |
| Santa Helena                                    | St.Helena Nacional Futsal Association        |                                                |
| Suècia                                          | IFS - Indoor Football Scandinavia            | Lloc web                                       |
| Uruguai                                         | Federación Uruguaya de Futsal (F.U. de F.S.) | Lloc web Arxivat 2013-10-12 a Wayback Machine. |
| Veneçuela                                       | Federación Venezolana de Fútbol de Salón     | [fevefusa.blogspot.com/ Lloc web]              |
| Xile                                            | Asociación Deportiva de Futbol Sala Chile    |                                                |